# Spherillo nicobaricus
Spherillo nicobaricus là một loài chân đều trong họ Armadillidae. Loài này được Budde-Lund miêu tả khoa học năm 1879.